# حارة الشاعر (البريقة)
حارة الشاعر هي إحدى حارات حي العمال الواقع بمديرية البريقة التابعة لمحافظة عدن، بلغ تعداد سكانها 1811 نسمة حسب تعداد اليمن لعام 2004.